# Bjørnbakske Venstre
Det Bjørnbakske Venstre, kendt som Bjørnbakkerne, politisk og kulturel retning, der havde betydning i 1860'erne og 1870'erne. 

## Jysk Folkeforening
Det Bjørnbakske Venstre startede i 1862 under navnet Jysk Folkeforening. Foreningen blev stiftet af Lars Bjørnbak (1824-1878), der var grundlægger af og forstander på Viby Højskole ved Århus 1857-1866. 
Broderen Thomas Bjørnbak (1819-1889) var også et fremtrædende medlem af Folkeforeningen. Thomas Bjørnbak grundlagde Smidstrup Højskole og Diskontobanken i 1855. Desuden grundlagde han Vendsyssel Tidende i 1873. Fra 1866 var han forstander på Fjellerad Højskole i Himmerland. I sine sidste år var han medarbejder på Aalborg Stiftstidende og revisor for Husmandskreditforeningen. 
Bondevennerne havde altid stået stærkest på Sjælland. Omkring 1862 var deres virksomhed ved at gå i stå. Jysk Folkeforening organiserede de jyske bondevenner og førte dermed bondevennernes politik videre. 
Jysk Folkeforenings formål var, at den privilegerede valgret til kommunalbestyrelser, amtsråd og landsting skulle erstattes med almindelig valget. 
I november 1870 – midt under den Den fransk-tyske krig – samlede Folkeforeningen underskrifter ind til Odder-Adressen. Det blev den første danske underskriftsindsamling, der krævede nedrustning. 
I 1877 blev Jysk Folkeforening opløst, og medlemmerne blev overflyttet til Grundlovsværneforeningen.

## I Folketinget
I årene omkring 1870 havde Bjørnbakkerne deres egen gruppe i Folketinget. I 1870 deltog de i dannelsen af Det forenede Venstre, men de brød snart ud og dannede deres egen gruppe. 
Ved valget i 1872 fik Bjørnbakkerne 5 mandater. Ved valget i april 1876 blev de reduceret til 3 mandater. Den sidste bjørnbakker, der blev valgt til Folketinget var løsgængeren Christian Leth-Espensen, der repræsenterede Kjellerupkredsen i 1909-1910.

## Bjørnbakkernes politik
Bjørnbakkerne var antimilitarister og pacifister. De var modstandere af krigen i 1864. Bjørnbakkerne ønskede samarbejde mellem bønder og arbejdere. De var det første parti, der førte arbejdersagen og kvindesagen frem i Folketinget. (Socialdemokraterne kom først i Folketinget i 1884). Lars Bjørnbak var medlem af Første Internationale, men meldte sig dog ud efter Slaget på Fælleden i maj 1872. 
Efter 1905 blev flere af Bjørnbakkernes mærkesager genoptaget af Det Radikale Venstre.

## Højskoler og aviser
Bjørnbakkerne oprettede Aarhus Amtstidende i 1866 og Vendsyssel Tidende i 1873. 
Desuden stod de bag højskolerne i Viby, Smidstrup og Fjellerad. Allerede i 1868 optog de bjørnbakske højskoler deres første kvindelige elever. 
Mottoet for de bjørnbakske skoler var: Kundskab er magt, uvidenhed er trældom. Altså: Fremad bondemand, frem!. De lå i evig strid med de grundtvigske højskoler.

## Øst- og nordjysk
Bjørnbakkerne stod stærkest i Øst- og Nordjylland dvs. i Hjørring, Aalborg, Viborg, Randers, Århus og Skanderborg amter.